# Sjusja

Sjusja (azerbajdzjanska: Şuşa; ryska: Шуша) eller Sjusji (armeniska: Շուշի) är en stad i Nagorno-Karabach i Azerbajdzjan, belägen i Karabachs bergstrakter, på 1 368 meters höjd, vid landsvägen Yevlax–Goris–Nachitjevan, 11 kilometer söder om Stepanakert och 37 kilometer sydväst om Agdam.

## Historia
Staden grundades år 1751 av Panah Ali Khan som en borg för att försvara Karabach, eftersom stadens geografiska läge är mycket militärt fördelaktigt. Staden ligger på ett berg och det finns bara en väg dit, då det från de tre andra sidorna är omöjligt att ta sig in i staden. Detta gjorde att staden var mycket svår att storma, och det krävdes mycket tid för att helt enkelt svälta ut försvararna, vilket var det enda sättet att få staden att kapitulera. År 1805 införlivades staden med det ryska imperiet. Efter att Karabach förlorat sin självständighet, var Sjusja residensstad i länet, och sedan 1840 ett häradscentrum. År 1868 ingick den i länet Jelisavetpol. 
När den ryske generalen Jermolov beskrev området år 1823, bodde där ungefär 1 048 azeriska (cirka 68 procent) och 474 armeniska (cirka 31 procent) familjer. Stadens befolkning växte dock snabbt och andelen armenier  ökade under hela 1800-talet. Omedelbart före första världskriget var den armeniska befolkningens andel 70 procent.
Den första teatern byggdes år 1891. År 1902 byggdes sjukhuset och tre år senare en ny gymnasieskola. Staden har kvar en mängd gamla hus, delar av stadsmuren och två slott (båda från 1700-talet). Gatorna var ganska breda och stenbelagda. Före 1920 utgavs 22 tidningar i staden (under olika tidsperioder), av vilka 20 trycktes på armeniska och två på ryska, men inga på azeriska.
År 1918 blev staden en del av Azerbajdzjanska republiken, som förklarat sig självständig från Kejsardömet Ryssland. År 1920, när azeriska trupper som var placerade i själva staden, i Stepanakert och Askeran, firade Novruz, protesterade armenier i hopp om att de belägrade azeriska soldaterna inte skulle kunna göra motstånd. Trots detta slogs attacken tillbaka, med hjälp av ytterligare trupper som skickades från landets olika delar. 
Detta ses av flera forskare som en del av det armeniska folkmordet, då en stor del av den armeniska befolkningen i staden dödades. Vid det laget var försvarsmaktens huvudsakliga styrkor i Karabach för att slå ner upproret, vilket gjorde landets norra gräns i praktiken försvarslös och underlättade för Röda armén att invadera Azerbajdzjan, varefter staden blev en del av Sovjetunionen. Dess näringsliv drabbades hårt av upproret och under hela sovjetperioden sjönk folkmängden i staden markant.
Den 9 maj 1992 intogs staden av armeniska styrkor till följd av kriget i Nagorno-Karabach. I november 2020 återerövrades staden av azerisk militär.

## Befolkning
År 2015 hade staden en folkmängd på omkring 4 000 invånare, jämfört med omkring 44 000 år 1916 och omkring 15 000 år 1989.

## Klimat
Stadens medeltemperatur är +8,8 °C; medeltemperaturen i januari är +2,9 °C, i april +7,4 °C, i juli +18,9 °C och i november + 4,7 °C. Nederbörden är 639 mm/år. Sommaren är ljum (medeltemperatur för juni är +19 °C).

## Kända invånare
I staden föddes kompositören Üzeyir Hacıbäyov, operasångaren Bul-Bul, diktarna Natavan och Vagif samt den piloten Nelson Stepanjan.